# Qiūjué
Qiūjué é um filme de drama taiwanês de 1972 dirigido e escrito por Hsing Lee e Chang Yung-hsiang. Foi selecionado como representante de Taiwan à edição do Oscar 1973, organizada pela Academia de Artes e Ciências Cinematográficas.

## Elenco
- Hui Lou Chen
- Shao Ching Chou - Hsing Tao
- Bi Hui Fu - Liao Nai-nai
- Su Han - Pei Hsun
- Hsiang Ting Ko - Lao Tao
- Hsiang Li - Chan Tao
- Wei Ou - Wei Pang
- Bao-yun Tang - Lien Erh